# Mario Novembre

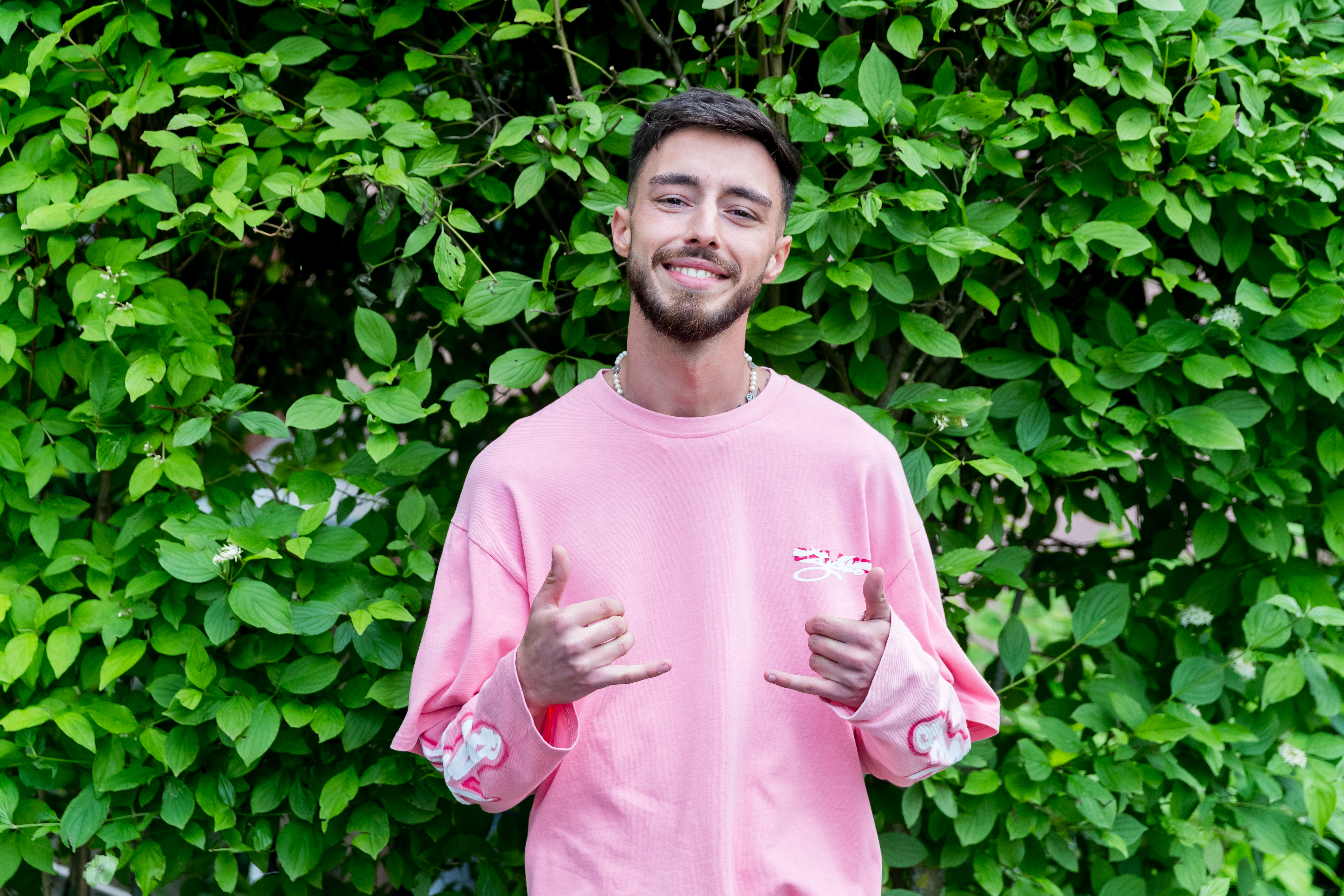
Mario Novembre (2024)

Mario Novembre (* 27. April 2000 in Stuttgart) ist ein Influencer und Schauspieler.

## Leben
Mario Novembre wuchs in Stuttgart auf.  Der Sänger hat italienische Wurzeln. Seinen Einstieg ins Musikbusiness versuchte er zunächst erfolglos bei der Castingshow The Voice Kids. Stattdessen baute er sich über Musical.ly, YouTube, Facebook, später auch über TikTok mit vier Millionen Followern eine größere Fangemeinde auf.
Schließlich veröffentlichte er 2016 die beiden Songs Only You und Springtime mit denen er bei den Videodays antrat und den ViViSoCo 2016 gewann. Kurz darauf unterschrieb er seinen Vertrag bei Bitstream Music (Universal Music). Es folgte am 15. Dezember 2017 die Single Stay. Am 25. Mai 2018 folgte sein Debütalbum Stay. Bei einem Live-Stream auf Instagram befand sich Justin Bieber unter den Zuhörern, der den Nachwuchskünstler ob seiner Performance von Despacito und Love Yourself lobte.
2019 trat er erstmals als Schauspieler auf. Er hatte eine kleine Rolle in Misfit. Seit 2020 tritt er in der Webserie Das Internat auf Joyn als einer der Hauptdarsteller auf.
2021 veröffentlichte er die Single Allein sein. Die Single ging viral und erreichte Platz 9 der deutschen Singlecharts.
Am 12. November 2021 veröffentlichte er die Single Lautlos. Dieser ist geschrieben auf die Melodie des Titels Dragostea din tei von O-Zone.
Seit Mitte 2024 ist er Inhaber und Geschäftsführer des Unternehmens Candy Peak.

## Diskografie

### Alben
- 2018: Stay (Bitstream/Universal Music)

### Singles
- 2016: Springtime
- 2016: Only You
- 2017: Stay
- 2017: Friends on the Internet
- 2018: Goin Up
- 2019: Young and Free
- 2019: Thinking About Us
- 2020: 10 von 10
- 2021: Allein sein
- 2021: Lautlos
- 2021: Du & ich (Amazon Original)
- 2022: Papaya
- 2024: 2002

## Filmografie
Filme
- 2019: Misfit

Fernsehen/Serien
- 2020–2022: Das Internat (Webserie)
- 2021: Mario Novembre – Auch das noch! (Realityshow)[6]

## Auszeichnungen
Bravo Otto
- 2021: in der Kategorie „Social-Media-Star (Silber)“[7]